# Direzione nazionale antimafia e antiterrorismo
La Direzione nazionale antimafia e antiterrorismo (abbreviato DNAA), nell'ordinamento della Repubblica Italiana, è l'ufficio di coordinamento delle Procure Distrettuali ed è formalmente costituita nell'ambito della Procura generale presso la Corte suprema di cassazione. 

## Storia
È stata istituita come "Direzione nazionale antimafia" con il decreto-legge 20 novembre 1991, n. 367, convertito con modificazioni dalla legge 20 gennaio 1992, n. 8, con il compito di coordinare, in ambito nazionale, le indagini relative alla criminalità mafiosa.
Nell'aprile 2015, con il decreto legge 18 febbraio 2015, n.7, convertito con modificazioni dalla Legge 17 aprile 2015, n. 43, si è aggiunta la competenza della "trattazione di procedimenti in  materia  di terrorismo, anche internazionale". 

## Compiti
È diretta dal Procuratore nazionale antimafia e antiterrorismo, nominato direttamente dal Consiglio Superiore della Magistratura in seguito ad un accordo col ministro della Giustizia (art. 76-bis, comma 3 ord. giudiziario) e ne fanno parte, quali sostituti procuratori, venti magistrati esperti nella trattazione di procedimenti relativi alla criminalità organizzata.
Il PNA è sottoposto alla vigilanza del Procuratore generale presso la Corte di Cassazione, che riferisce al Consiglio Superiore della Magistratura circa l'attività svolta e i risultati conseguiti dalla DNA e dalle direzioni distrettuali antimafia (DDA), istituite presso le Procure della Repubblica presso i tribunali dei 26 capoluoghi di distretto di Corte d'Appello.
Ha funzioni di coordinamento delle procure distrettuali e ha poteri di sorveglianza, controllo e avocazione, oltre che di impulso delle indagini, che non può compiere direttamente e non può dare direttive vincolanti nel merito alle procure distrettuali, ma può avocare le indagini condotte da una procura distrettuale che abbia dimostrato grave inerzia o che non si sia coordinata con le altre.

## Organizzazione
Ha una sede presso le corti d'appello, ed è strutturata in diversi servizi, tra i quali:
- Il Servizio Risorse tecnologiche e Sicurezza;
- il Servizio Studi e Documentazione;
- il Servizio Cooperazione Internazionale.

Della DNA fanno parte due Procuratori Nazionali Aggiunti, nominati dal CSM e 20 magistrati del pubblico ministero che sono i sostituti procuratori nazionali antimafia. 
Le principali materie di interesse sono: mafia, camorra, 'ndrangheta, narcotraffico, tratta di esseri umani, riciclaggio, appalti pubblici, misure di prevenzione patrimoniali, ecomafie, contraffazione di marchi, operazioni finanziarie sospette, organizzazioni criminali straniere.
Per le indagini, DNA e DDA si avvalgono delle strutture della Direzione Investigativa Antimafia (DIA), e possono avvalersi anche di ROS, SCO, SCICO e NIC

## I vertici
Primo procuratore nazionale antimafia è stato l'ex procuratore aggiunto di Milano, da pochi mesi a capo della procura generale di Palermo, Bruno Siclari (1992-1997), che si trovò a dover mediare tra chi voleva rafforzare i poteri di coordinamento della DNA e chi temeva la perdita di autonomia delle direzioni distrettuali.
A Siclari seguì il procuratore di Firenze Pier Luigi Vigna (1997-2005). Con lui la DNA assume una fisionomia organizzativa definitiva. Vengono incrementati i rapporti internazionali attraverso la stipula di numerosi memorandum e accordi con autorità giudiziarie europee ed extraeuropee.
Nell'ottobre 2005 il plenum del Consiglio Superiore della Magistratura nomina procuratore nazionale antimafia Piero Grasso all'epoca procuratore della Repubblica a Palermo.
L'elezione di Grasso a PNA, se da un lato è salutata con giudizi positivi e di stima da parte del Governo Berlusconi III e di larghe componenti della magistratura, suscita accese polemiche per le modalità con cui viene estromesso dal concorso il concorrente, il giudice Giancarlo Caselli.
Nel maggio 2010 Piero Grasso viene riconfermato dal plenum del CSM alla guida della Direzione nazionale antimafia.
Nella primavera del 2013 Grasso, si dimette dalla magistratura e si candida al Senato per il Pd, venendo eletto.
Il 25 luglio 2013 il CSM nomina Procuratore Nazionale Antimafia Franco Roberti, che assume le funzioni con decorrenza dal 6 agosto 2013.
Nel 2017 a Roberti succede Federico Cafiero De Raho, che assume le funzioni a partire dal 21 novembre 2017.
Il 4 maggio 2022 il CSM elegge Gianni Melillo.